# جو باترسون
جو باترسون (بالإنجليزية: Joe Paterson)‏ هو لاعب كرة قاعدة أمريكي، ولد في 19 مايو 1986 في كورفاليس في الولايات المتحدة.

## وصلات خارجية
- جو باترسون على موقع دوري كرة القاعدة الرئيسي (الإنجليزية)
- جو باترسون على موقعبيزبول رفرنس.كوم (الدوري الرئيسي) (الإنجليزية)
- جو باترسون على موقعبيزبول رفرنس.كوم (الدوري الثانوي) (الإنجليزية)
- جو باترسون على موقع إي إس بي إن.كوم (أم.أل.بي) (الإنجليزية)
- جو باترسون على موقع مشجعي الرسوم البيانية (الإنجليزية)